# چاخچاخ-کازمالیار
چاخچاخ-کازمالیار (به لاتین: Chakhchakh-Kazmalyar) یک منطقهٔ مسکونی در روسیه است که در شهرستان محرم‌کند واقع شده‌است.